# Eric Robinson
Eric Robinson (fl. XX secolo) è stato un pallanuotista britannico.

## Carriera
Robinson è accreditato dal CIO come vincitore del torneo di pallanuoto ai Giochi della II Olimpiade con l'Osborne Swimming Club #1, in rappresentanza della Gran Bretagna. La squadra britannica prevalse nettamente su tutte le altre squadre, terminando il torneo imbattuta e con ventinove reti realizzate in tre partite, subendone solo tre. Caddero sotto la potenza bretone i francesi del Tritons Lillois, battuti 12-0, i francesi dei Pupilles de Neptune de Lille #2, per 10-1, e i belgi del Brussels Swimming and Water Polo Club, battuti in finale per 7-2. Tuttavia è poco probabile che abbia veramente disputato il torneo, poiché due giorni dopo la finale olimpica, prese parte insieme a John Henry Derbyshire ad un incontro a Manchester.

## Palmarès
- Oro ai Giochi olimpici di Parigi 1900